# IJsland op het Eurovisiesongfestival 2018

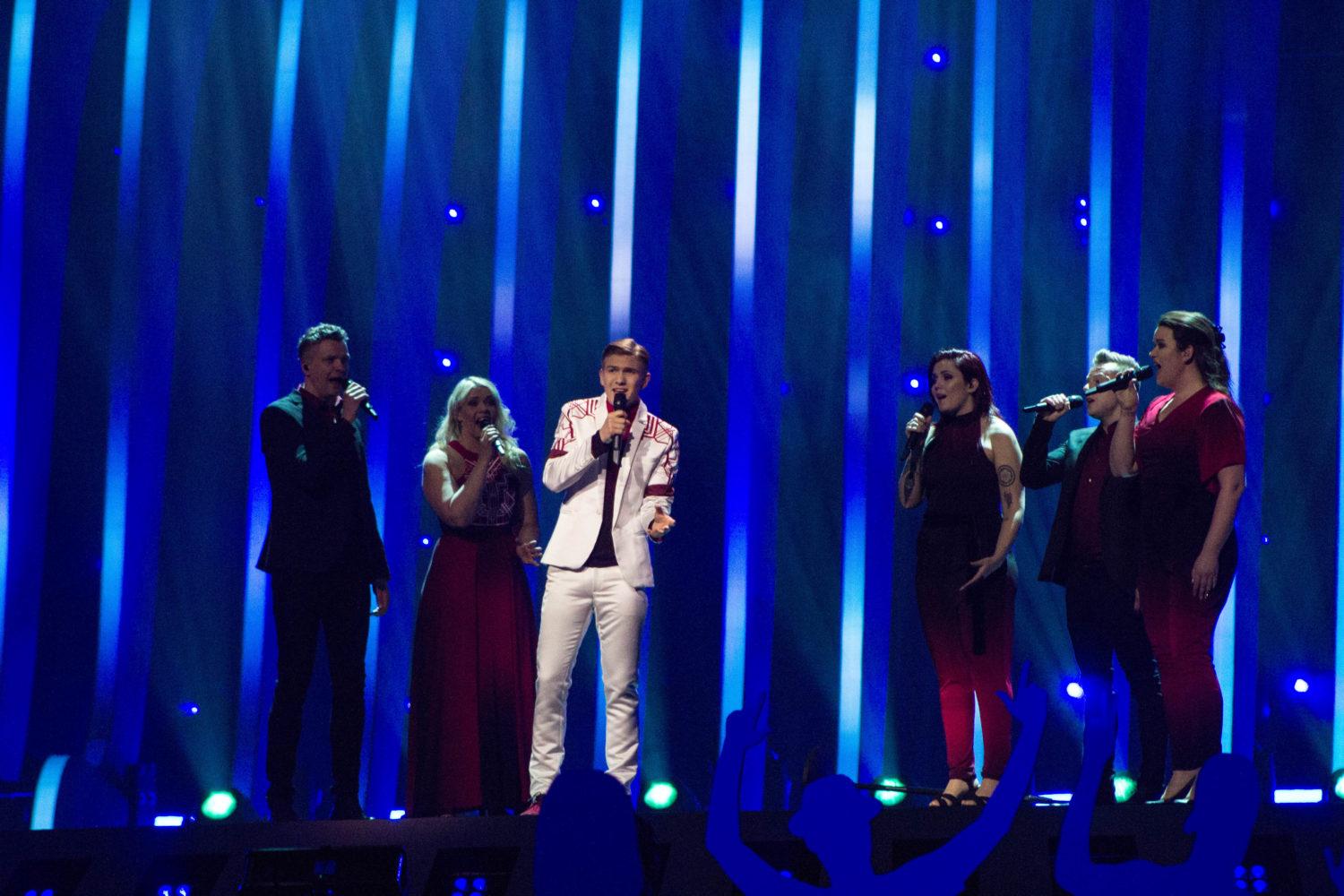
Ari Ólafsson tijdens de repetities in Lissabon.

IJsland nam deel aan het Eurovisiesongfestival 2018 in Lissabon, Portugal. Het was de 31ste deelname van het land aan het Eurovisiesongfestival. RUV was verantwoordelijk voor de IJslandse bijdrage voor de editie van 2018.

## Selectieprocedure
Op 6 september 2017 maakte de IJslandse openbare omroep bekend te zullen deelnemen aan de volgende editie van het Eurovisiesongfestival. Söngvakeppnin zou opnieuw dienstdoen als nationale voorronde. RUV gaf componisten en tekstschrijvers tot 20 oktober 2017 de tijd om inzendingen naar de omroep te sturen. 
Er streden twaalf acts voor het IJslandse ticket richting Lissabon. Er werden twee halve finales georganiseerd, waarin telkens zes artiesten het tegen elkaar opnamen. De televoters mochten telkens autonoom beslissen welke de drie artiesten waren die door mochten naar de finale. In de grote finale traden aldus zes artiesten aan. Zowel vakjury als publiek bepaalden eerst wie de twee superfinalisten waren. In die superfinale kregen de televoters uiteindelijk het laatste woord om de IJslandse kandidaat voor Lissabon te kiezen. Elk nummer moest in de halve finale verplicht in het IJslands vertolkt worden. In de finale moesten de artiesten hun nummer zingen in de taal waarmee ze eventueel naar het Eurovisiesongfestival zouden trekken.
De twee halve finales werden uitgezonden vanuit de Háskólabíó in Reykjavik. De finale vond elders in de hoofdstad plaats, met name in de Laugardalshöll. De namen van de twaalf deelnemers aan de IJslandse preselectie werden op 20 januari 2018 vrijgegeven. Uiteindelijk ging Ari Ólafsson met de zegepalm aan de haal.

## Söngvakeppnin 2018

### Eerste halve finale
10 februari 2018
| Plaats | Artiest               | Lied              |
| ------ | --------------------- | ----------------- |
| 1      | Ari Ólafsson          | Heim              |
| 2      | Heimilistónar         | Kúst og fæjó      |
| 3      | Fókus                 | Aldrei gefast upp |
| 4      | Guðmundur Þórarinsson | Litir             |
| 5      | Þórunn Antonía        | Ég mun skína      |
| 6      | Tómas & Sólborg       | Ég og þú          |

### Tweede halve finale
17 februari 2018
| Plaats | Artiest                  | Lied        |
| ------ | ------------------------ | ----------- |
| 1      | Dagur Sigurðsson         | Í stormi    |
| 2      | Aron Hannes              | Gold digger |
| 3      | Áttan                    | Hér með þér |
| 4      | Þórir & Gyða             | Brosa       |
| 5      | Stefanía, Agnes & Regína | Svaka stuð  |
| 6      | Rakel Pálsdóttir         | Óskin mín   |

### Finale
3 maart 2018
| Plaats | Artiest          | Lied         | Jury   | Publiek | Totaal |
| ------ | ---------------- | ------------ | ------ | ------- | ------ |
| 1      | Dagur Sigurðsson | Í stormi     | 20.183 | 24.547  | 44.730 |
| 2      | Ari Ólafsson     | Our choice   | 17.453 | 18.408  | 35.861 |
| 3      | Heimilistónar    | Kúst og fæjó | 14.183 | 17.619  | 31.802 |
| 4      | Aron Hannes      | Gold digger  | 16.090 | 14.848  | 30.938 |
| 5      | Fókus            | Battle line  | 13.091 | 12.859  | 25.950 |
| 6      | Áttan            | Here for you | 10.637 | 3.360   | 13.997 |

#### Superfinale
| Plaats | Artiest          | Lied       | Stemmen |
| ------ | ---------------- | ---------- | ------- |
| 1      | Ari Ólafsson     | Our choice | 44.919  |
| 2      | Dagur Sigurðsson | Í stormi   | 39.474  |

## In Lissabon
IJsland trad aan in de eerste halve finale, op dinsdag 8 mei 2018. Ari Ólafsson was als tweede van negentien artiesten aan de beurt, net na Aysel Məmmədova uit Azerbeidzjan en gevolgd door Eugent Bushpepa uit Albanië. IJsland eindigde uiteindelijk als negentiende en laatste, met 15 punten. Het was de derde keer in de geschiedenis dat IJsland op de laatste plaats eindigde.